# Boxhamsters
Boxhamsters ist eine 1987 gegründete Punkband aus Gießen.

## Wirken
Die Band wurde 1987 von Martin Coburger (Gesang, Gitarre), Markus Weil (Gitarre) und Philipp Lambert (Schlagzeug) gegründet. 1988 übernahm Ulf Jachimsky als neues Bandmitglied das Schlagzeug, Lampert wechselte zum Bass.
1993 verließ Gitarrist Weil die Band. Seinen Part übernahm Niels Rohrbach bis zu seinem Ausscheiden 2015.
Bassist Lampert schied 2014 aus der Band aus, Manuel Pertl ersetzte ihn.
Der Name der Band geht auf den Sketch Upperclass Twit of the Year aus dem Film Monty Pythons wunderbare Welt der Schwerkraft zurück, in dem ein Mr. Boxhamster den Wettbewerb (in deutscher Übersetzung) Trottel der feinen Gesellschaft gewinnt.
Die Boxhamsters singen auf Deutsch. Zu ihren musikalischen Vorbildern zählen US-Bands wie Hüsker Dü und Sonic Youth ebenso wie englische Gruppen wie Buzzcocks oder The Who. In einigen Songs verwenden sie Samples aus den deutschen Synchronfassungen diverser Filme, etwa aus Der große Diktator, Das Boot, Star Wars, Jim Knopf und ¡Drei Amigos!.
Das Debütalbum Wir Kinder aus Bullerbü aus dem Jahre 1988 wurde von der Zeitschrift Musikexpress in die Liste der 50 besten Punk-Alben aller Zeiten aufgenommen.
Das Album Saugschmerle aus dem Jahr 2000 wurde vom Musikmagazin Visions mit 12 von 12 Punkten bewertet.
Bei dem auf dem Album Brut Imperial (2009) enthaltenen Titel Flöz & Pökel wirkt Eva Briegel, Sängerin der ebenfalls aus Gießen stammenden Band Juli, mit.
Zahlreiche Alben der Band sind von Olaf Opal produziert worden.

## Diskografie
- Wir Kinder aus Bullerbü (1988)
- Der göttliche Imperator (1990)
- No Room (7", 1991)
- Tötensen (1991)
- Die Kinder sind in Ordnung (7", 1992)
- Blackbox 7" (Boxhamsters-/EA80-Split) (1992)
- Prinz Albert (1993)
- Weilo goes to Geldverdienen (7", 1993, Beigabe zur LP Prinz Albert)
- Klau MICH! (Boxhamsters Beste Bohne) - Compilation (1993)
- Tupperparty (1996)
- Saugschmerle (2000)
- Die Frikadellenfarm - Compilation (2001)
- Die Kinder sind in Ordnung, Teil 2 (7", 2002)
- Demut & Elite (2004)
- Brut Imperial (2009)
- Philipp Goes To Kinder Kriegen (7", 2010)
- Thesaurus Rex (Best Of, 2010)
- Die Kinder sind in Ordnung, Teil 3 (7", 2012)
- Silberhochzeit (7", 2012)
- Black Beauty Farm (2018)

Außerdem haben die Boxhamsters diverse Sampler-Beiträge geliefert.

## Nebenprojekte
Coburger und Jachimsky gehören neben Junge, Mitglied der Band EA80, zu dem Projekt Die Böse Hand. Es sind mehrere Singles (überwiegend Coverversionen) sowie das Album Strike Out erschienen, auf dem alle bisherigen Veröffentlichungen zusammengefasst sind.
Seit 2009 spielt der Schlagzeuger der Boxhamsters, Ulf Jachimsky, parallel bei der Band Nagasaki Frontal.